# Cardenasiodendron brachypterum
Cardenasiodendron brachypterum är en sumakväxtart som först beskrevs av Ludwig Eduard Loesener, och fick sitt nu gällande namn av Fred Alexander Barkley. Cardenasiodendron brachypterum ingår i släktet Cardenasiodendron och familjen sumakväxter. Inga underarter finns listade i Catalogue of Life.